# María Luisa
María Luisa är en ort i Mexiko.   Den ligger i kommunen Santa María Chilchotla och delstaten Oaxaca, i den sydöstra delen av landet, 280 km sydost om huvudstaden Mexico City. María Luisa ligger 1 334 meter över havet och antalet invånare är 209.
Terrängen runt María Luisa är kuperad söderut, men norrut är den bergig. Terrängen runt María Luisa sluttar norrut. Runt María Luisa är det ganska tätbefolkat, med 120 invånare per kvadratkilometer. Närmaste större samhälle är Huautla de Jiménez, 7,9 km söder om María Luisa. I omgivningarna runt María Luisa växer i huvudsak städsegrön lövskog.